# Līlā
(Manusmṛti, I,10)

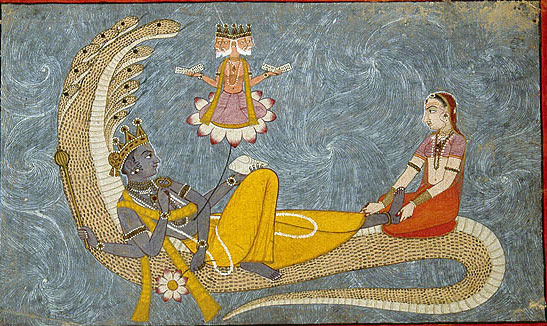
Dipinto del XVIII secolo del mito cosmogonico di Nārāyaṇa.
La divinità di Nārāyaṇa è presente nel Śatapatha Brāhmaṇa dove è indicato come il Puruṣa supremo, l'"uomo" primordiale cosmico origine di tutte le cose.
Nel Manusmṛti così viene riportata l'origine del suo nome:
Il Mahābhārata lo indica come meta di tutti gli esseri. Anche per la Mahānārāyaṇa Upaniṣad è la divinità suprema. Con il Kathāsaritsāgara, XI secolo, egli è ormai definitivamente identificato con Visnù.
Quando, alla fine delle ere, Śiva distruggerà con il fuoco ogni cosa, riportando l'intero cosmo nello stato di latenza, questo stato è indicato come stato di Nārāyaṇa e, come Viṣṇu mantiene e presiede l'Universo, Nārāyaṇa mantiene e presiede la notte cosmica. Egli risiede nello stato yogico detto nidrā (dove conserva nella mente gli esseri del passato e quelli che nasceranno nel futuro), coricato sull'Oceano del diluvio subentrato alla distruzione di Śiva. Il suo giaciglio è rappresentato dal serpente Śeṣa (lett. il "resto", ovvero ciò che resta della distruzione, e quindi garanzia di un prossimo rinnovamento).
In questa raffigurazione Nārāyaṇa è presentato al momento di una nuova era: dall'ombelico sorge un loto (che simboleggia l'avvio dell'emanazione) su cui è assiso Brahmā, il dio della emanazione, qui presentato con la barba e quindi come Pitāma (grande padre [degli dei]). Brahmā ha quattro volti, uno per ogni Veda da lui recitato: Est il Ṛgveda, Ovest il Sāmaveda, Nord lAtharvaveda, Sud lo Yajurveda. Dopo l'emersione di Brahmā si desta la paredra di Nārāyaṇa, la dea Lakṣmi che gli massaggia i piedi.

Il sostantivo femminile sanscrito līlā (devanāgarī: लीला) indica un "gioco", "distrazione", "passatempo", ma anche "grazia", "fascino" ma anche "mera apparenza", "simulazione".
In ambito induista esso sottintende la spontanea venuta ad essere (sṛṣṭi, "manifestazione") dell'universo e quindi della sua distruzione (pralaya, "dissolvimento")  alla fine del kalpa ("eone"):
(Brahmasūtra II, 1, 32-33)
Quindi a differenza delle religioni abramitiche la venuta ad essere del cosmo materiale non è frutto di un atto intenzionale, quanto piuttosto di un movimento libero, di un gioco divino, simile al getto di una fontana.
Secondo il vedāntin Nimbārka (XI-XII secolo)  questa līlā si fonda sulla perfetta beatitudine (ānanda) del Bhagavat, sia nella sua manifestazione che nel suo dissolvimento. 
Le sofferenze delle creature venute ad essere durante la manifestazione provocata dalla līlā divina vengono giustificate in base alla legge del karman.
La personificazione della līlā si manifesta nella dea Lalitā la cui forma è lo stesso cosmo.